# NGC 97
NGC 97 é uma galáxia elíptica (E) localizada na direcção da constelação de Andromeda. Possui uma declinação de +29° 44' 44" e uma ascensão recta de 0 horas, 22 minutos e 30,0 segundos.
A galáxia NGC 97 foi descoberta em 16 de Setembro de 1828 por John Herschel.